# Municipio de Ixtlán del Río
El municipio de Ixtlán del Río es un municipio del estado de Nayarit. Se ubica en un radio a menos de 100 kilómetros del área metropolitana de Guadalajara. Su cabecera es la localidad de Ixtlán del Río.

## Geografía
El municipio colinda con el estado de Jalisco al oriente, con los municipios de San Marcos, Magdalena y Hostotipaquillo; al norte con el municipio de La Yesca; al oriente con los municipios de Jala y Ahuacatlán; y al sur con Amatlán de Cañas.
La orografía del municipio se caracteriza por el valle localizado en la cabecera municipal, delimitado por la Sierra Madre Occidental y el Eje Neovolcánico. Con una altitud promedio a 1000 metros sobre el nivel del mar, este municipio cuenta con un clima agradable la mayor parte del año, con lluvias estacionales durante el verano y un bioma de bosque seco.

## Historia

### Época prehispánica
Ixtlán del Río se caracterizó por su fertilidad, lo que atrajo el interés de las tribus Chimalhuacanas (grupo de origen náhuatl-tolteca en el año 850 DC.). Pero también hubo otros asentamientos en la región, siendo su suelo, donde se encuentran yacimientos de obsidiana, material imprescindible en su tiempo para la fabricación de objetos ceremoniales religiosos; así se tiene que para los antiguos toltecas un cuchillo de pedernal representaba al Dios de la guerra, al Dios del sacrificio humano, las tribus nayaritas con la influencia tolteca levantaron su “Ciudad Sagrada”, sobre un yacimiento de obsidiana, dándole el nombre de Ixtlán, localizada hoy día a 1,500 metros al oriente de la cabecera municipal de Ixtlán del Río.
El dios de la guerra y del sacrificio Quetzalcóatl, con una doble personalidad: estrella de la mañana y de la tarde (Venus); entre los nayaritas el sol era el dios padre. De aquí que Venus ha sido personificada por Quetzalcóatl, joven guerrero, dios mártir siendo su representación por medio del “cuchillo de obsidiana símbolo del sacrificio”.

Junto con Cacalután, Ixtlán formó parte del Señorío de Ahuacatlán. 

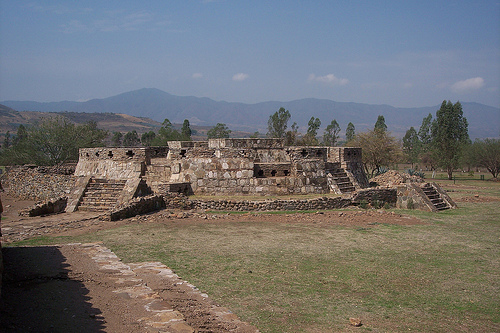
"Los toriles" es el principal centro arqueológico del estado y uno de los más importantes del occidente mexicano, gracias a sus elaborados edificios y sus numerosos hallazgos que van desde tumbas de tiro hasta figuras de barro.

Sus antiguos habitantes realizaron en el sitio conocido como Los Toriles una serie de construcciones, entre las que destaca un templo circular dedicado a Ehécatl, dios del viento, en su advocación de Quetzalcóatl; único en su género por su aspecto circular de 25 metros de diámetro.
En la misma zona edificaron adoratorios en derredor de palacios, en dos niveles y con cañerías para evitar inundaciones durante lluvias. También son varias las tumbas de tiro localizadas en el territorio
La población prehispánica de Ixtlán contó con talleres para elaborar instrumentos de obsidiana, como puntas de flecha para la cacería y navajas, que fueron objeto de comercio. Esta cultura también se caracterizó por la aparición de vasijas trípodes, cerámica crema decorado en rojo, joyas de oro, plata y cobre, estatuas de piedra en forma de chácmol, tumbas y esculturas acompañantes en forma de cuadrúpedos; en la zona se levantaron otros monumentos y se presume hay otros sin descubrir.

### La Conquista
La zona de Ixtlán del Río fue redescubierta por los españoles; Francisco Cortés de San Buenaventura, en 1525 procedente de Colima; y se dice que en Ixtlán encontró a un aventurero español de apellido Escárcena, quien por su cuenta y riesgo exploraba la región, y se sumó a la expedición del primero. El encuentro de los españoles con los indígenas de ese lugar fue de paz y cordura quedando como primer encomendero Martín Alonso.
Más tarde Nuño Beltrán de Guzmán, conquistó y destruyó las principales ciudades en 1532 a su paso después de haber fungido como presidente de la primera Real Audiencia y fundado en Tepic la capital de Provincia de la Nueva Galicia el 25 de julio de 1532; Ixtlán por la calidad de su artesanía, por su ubicación en el paso de rutas mercantiles y por la riquezas mineras adquirió una importancia regional. Don Hernán Cortés, aposentó en esta ciudad cuando vino a la querella con Nuño Beltrán de Guzmán.

### Época Colonial
Durante la época colonial, para el aprovechamiento de los cañaverales del valle, se instalaron diversos trapiches, y por ser la cabecera
un paso obligado entre la capital de la Nueva Galicia y el centro y costa del actual estado de Nayarit, incluyendo Tepic y el Puerto de San Blas, cobró importancia la actividad comercial. De igual forma, hacia Mezquites y La Higuerita, en la zona serrana, inició la explotación minera.
El primer Ixtlán hispano estuvo asentado en terrenos que ahora ocupa “La Haciendita”, y que hacia 1650 se cambió donde actualmente se encuentra.

### SigloXIX
Antes de la guerra de Independencia, el sabio tepiqueño Francisco Severo Maldonado fue párroco de Ixtlán, además el luchó con el cura Miguel Hidalgo en la lucha por la Independencia de México; en Ixtlán se firmó el Acta de Independencia a las 10:00 horas del 22 de junio de 1821. En 1825, dentro del Séptimo Cantón de Jalisco, la municipalidad formó parte del Departamento de Ahuacatlán. El 14 de marzo de 1828 el pueblo de Ixtlán fue declarado Villa de Ixtlán.
El 25 de octubre de 1858, tras su pronunciamiento a favor de los liberales, el pueblo de Ixtlán fue incendiado y ocupado por fuerzas de Manuel Lozada, cuyos partidarios lo dejaron en paz definitivamente hasta que el General Carbo marchó contra ellos en 1876, tres años después del fusilamiento del caudillo. En virtud de la división política del nuevo Territorio de Tepic, en 1885 Ixtlán llegó a ser subprefectura

### Época contemporánea

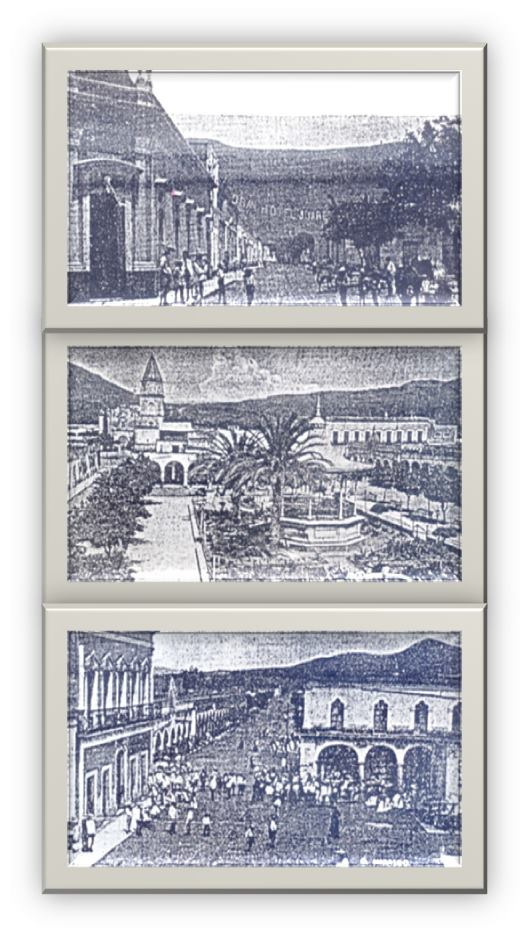
Antiguas fotografías de la cabecera municipal. (Inicios del) Como se puede observar la cúpula de la parroquia es diferente a la actual, debido a que fue dañada severamente por un sismo y fue posteriormente remplazada por la actual.

Con el motivo del Centenario de la Independencia de México, el 16 de septiembre de 1910, en los portales de su cabecera se levantó el acta donde la ante Villa de Ixtlán fue elevada a la categoría de ciudad; durante marzo de 1911, Martín Espinosa inició allí la insurrección maderista contra las fuerzas federales.
Después de la Constitución de 1917, Nayarit fue declarado Estado Libre y Soberano, siendo Ixtlán del Río uno de sus 17 municipios y el primer presidente municipal el Sr. Nicolás Castillo Castillón.
En el año de 1925, precisamente en el mes de marzo se construyó la vía del ferrocarril del Pacífico que uniría definitivamente al noroeste con el Occidente y Centro del país. Por ese mismo año, pero en el mes de abril, por motivos políticos, Ixtlán del río fue declarado capital del estado de Nayarit por 10 días y el gobernador fue Ismael Romero Gallardo.
Entre 1926 y 1927 se generalizó la guerra cristera y el territorio de Ixtlán fue escenario de escaramuzas, en las que participaron alzados provenientes del vecino estado de Jalisco. En los años cuarenta y cincuenta, con la carretera Tepic-Guadalajara, inició la consolidación de la actividad comercial de la cabecera.
En los años posteriores; el 3 de junio de 1932 debido a un fuerte temblor de tierra la torre de la iglesia parroquial fue derribada. En 1942 se construyó la carretera internacional e Ixtlán del Río siguió siendo paso obligado de las principales comunicaciones, persistiendo en su auge de la famosa “Calle Real”, corazón y artería de la economía ixtlense. En el año 1981 se inauguró el servicio de drenaje que tanta falta hacía a esta ciudad.
En 1989 inició la construcción de la autopista Plan de Barrancas y en 1994 se prolongó hasta la capital del estado, con lo cual disminuyó flujo de vehículos y por lo tanto el comercio y los servicios en la cabecera municipal. En 1996, por primera vez comenzó a gobernar un alcalde perteneciente a un partido político distinto del que mantuvo la hegemonía por décadas en Ixtlán del Río. Hoy en día el municipio goza de un amplio desarrollo tanto como económico cómo industrial.
Ixtlan Del Río puede ser pequeño pero es muy hermoso.

## Pueblo Mágico de Ixtlán del Río

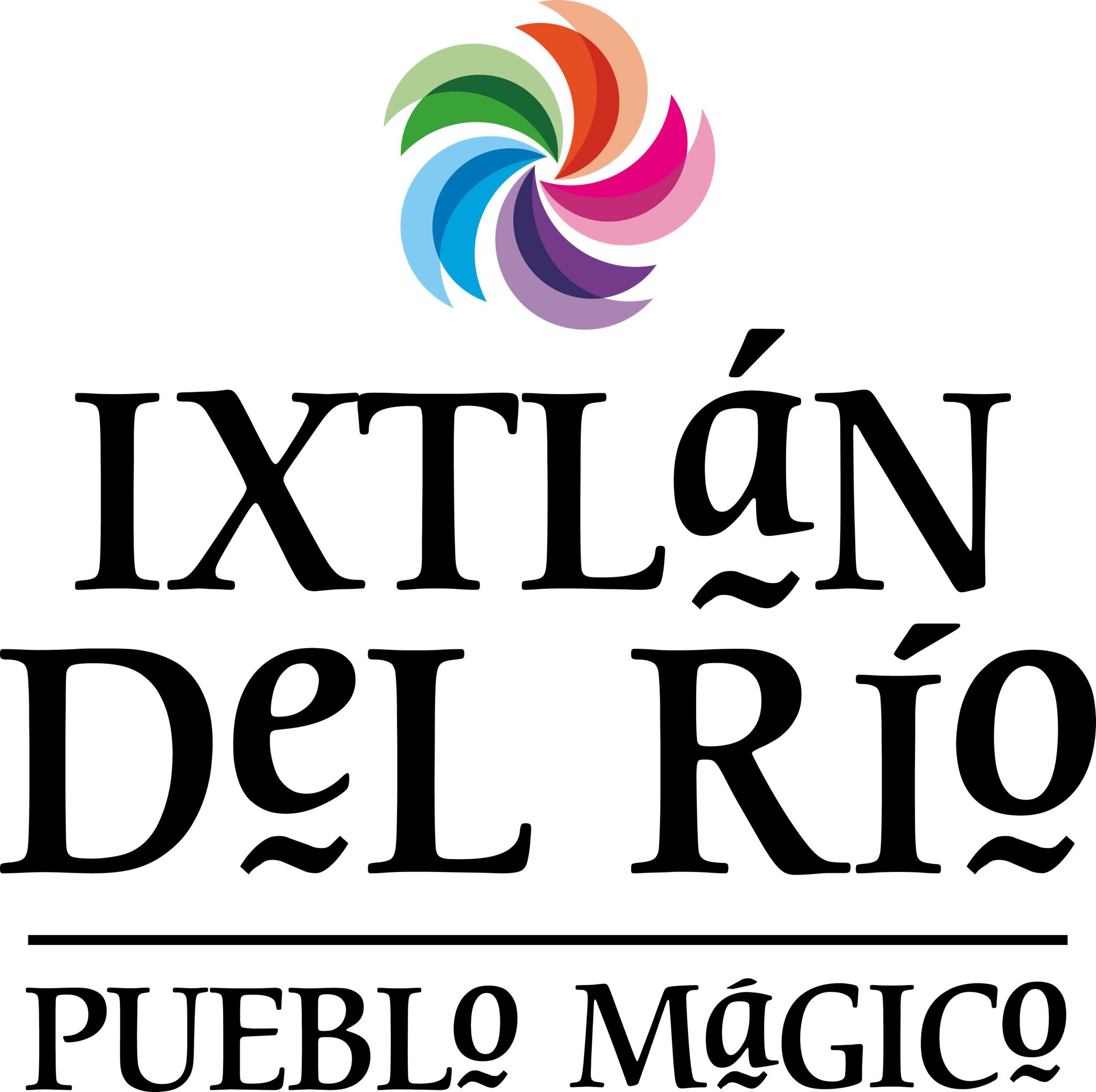
Ixtlán del Río es uno de los 177 pueblos mágicos de México.

La cabecera municipal es la ciudad de Ixtlán del Río, con una población de 33,010 habitantes (Est. 2020) convirtiéndola en la ciudad (Y por ende el municipio) más población en toda la región del Centro-Sur. El mayor emblema de la ciudad es el cerrito de Cristo Rey, un gran atractivo, junto con otros edificios como su iglesia, el kiosco, los portales etc. y su diversa gastronomía y cultura, lo convierten en un lugar pintoresco y cogedor.
Turismo
Ixtán del Río fue declarado pueblo mágico el 26 de junio de 2023. El gobierno de Nayarit, que encabeza el Dr. Miguel Ángel Navarro Quintero, a través de la Secretaría de Turismo Estatal, estuvo presente en la rueda de prensa que llevó a cabo la Secretaría de Turismo del Gobierno de México, la cual tuvo como objetivo hacer entrega de 45 nuevos nombramientos del programa federal denominado, “Pueblos Mágicos”.
Aquí, Nayarit destacó nacionalmente al recibir el nombramiento de 5 nuevos pueblos mágicos, siendo materializado el trabajo en la integración de expedientes los cuales fueron evaluados exhaustivamente por profesionales en materia turística.
Con estos nombramientos, se reconoció la grandeza de Nayarit, sus riquezas, atractivos naturales y culturales: los nuevos pueblos mágicos que se suman a la lista son: San Blas, Ahuacatlán, Amatlán de Cañas, Ixtlán del Río y Puerto Balleto (Islas Marías), esto es resultado de la comunicación y coordinación con los municipios de la entidad, buscando coadyuvar para impulsar nuevos destinos.

## Arquitectura

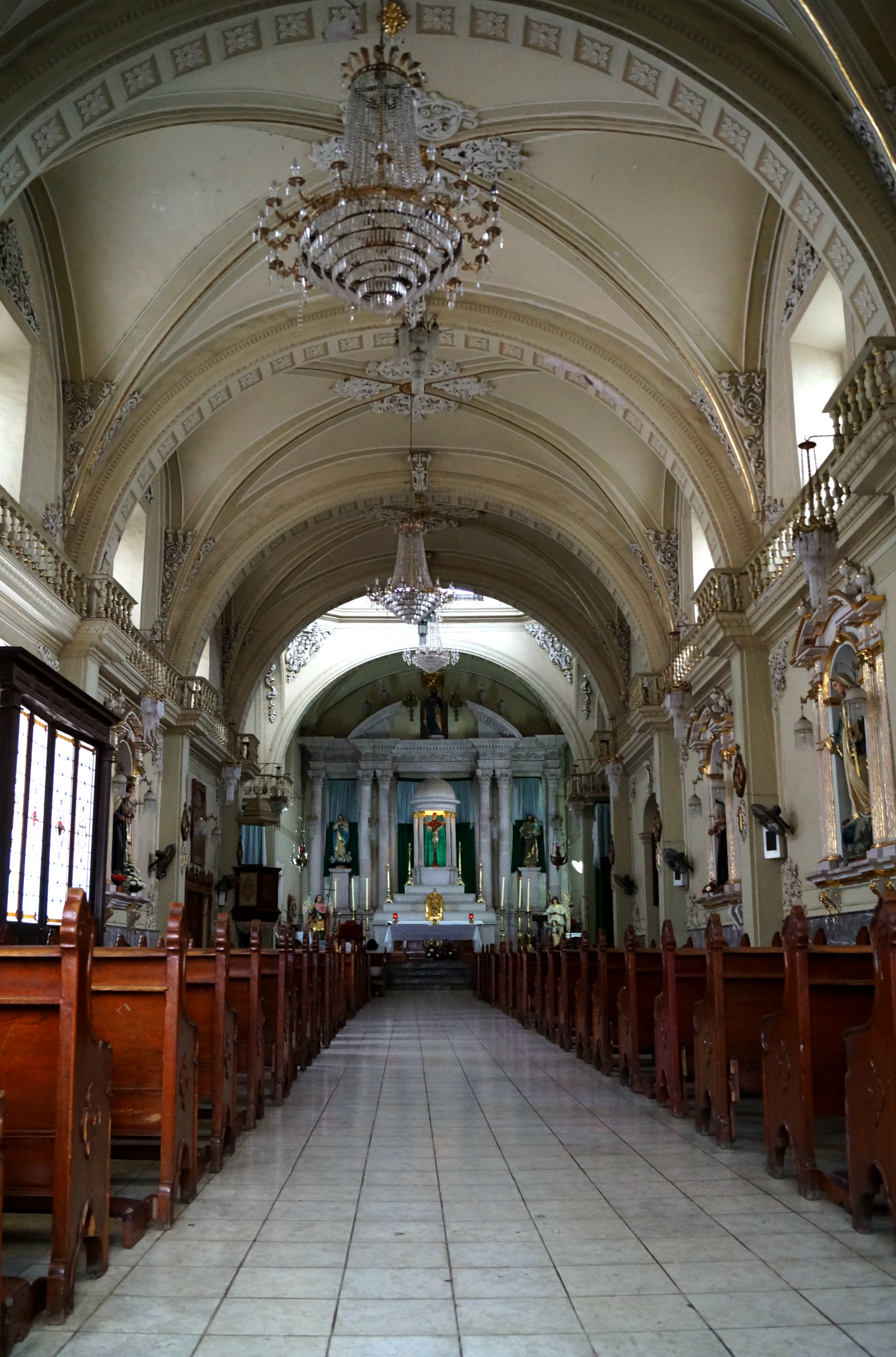
Vista por dentro de la parroquia, de estilo arquitectónico de Neoclasicismo la cual posee unas muy bellas decoraciones: molduras, decoraciones de oro, vitrales, etc.

### La Parroquia de Santo Santiago Apóstol

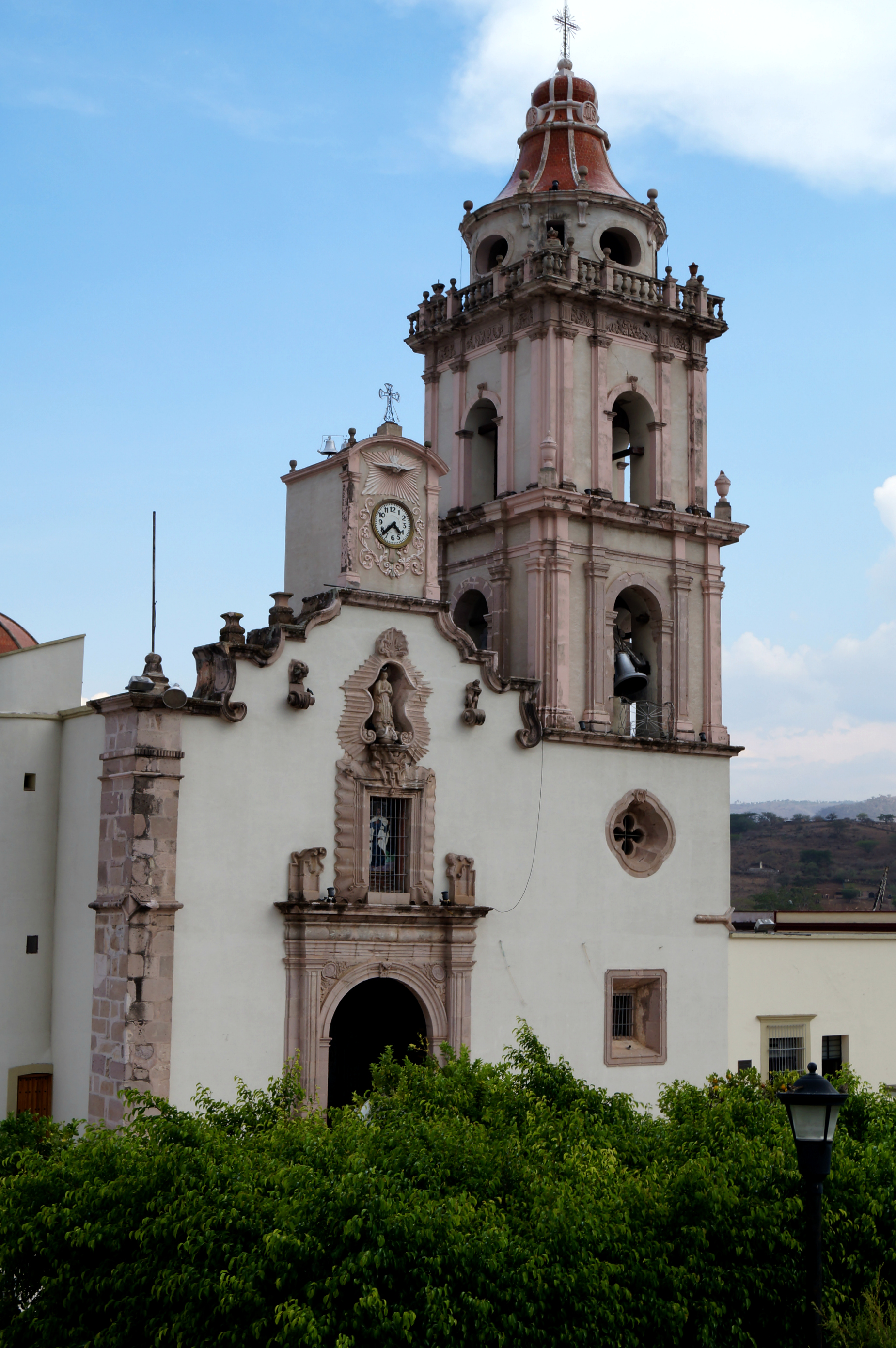
El templo de Santo Santiago Apóstol que data del siglo XVIII es una edificación de estilo arquitectónico Barroco con influencias del Rococó, Neoclásico y Estípite.

Lo que más destaca en este ámbito mayormente en el municipio es la parroquia de Sto. Santiago Apóstol, el estilo arquitectónico de su construcción es barroco novohispano y rococó, este último estilo se aprecia en las molduras y adornos que posee la edificación, esto la hace particularmente bella, también posee influencias notables de arquitecturas plateresco y Gótica, de hermosa cantera rosa, donde se ostenta un nicho muy especial en que se encuentra la virgen de la Inmaculada Concepción sobre una repisa o guardamalleta en forma de trinche, sostenida por un ángel y toda bordeada por unos rayos de luz (único en su género), a los lados se encuentran dos ménsulas con sendos ángeles que la resguardan (Otro ejemplo del Rococó presente). El reloj antiguamente estaba empotrado en la torre y hacia 1930 se le hizo ese nicho y quedó en ese lugar, en 1980 se cambió el reloj por el actual a instancias del club de Leones.
En su parte interior es en forma de cruz latina y el altar es de un estilo clásico, tiene coro, sotocoro y púlpito así como pinturas y esculturas de imágenes muy importantes. La cúpula no posee la misma antigüedad al resto de la estructura, debido a que durante un terremoto a inicios del siglo XX causó que se destruyó casi en su totalidad y se remplazó por la actual, echa a imagen a las de la Catedral Metropolitana de la Ciudad de México.
Esta recia y bonita construcción fue terminada en el año de 1851, así ostenta la fecha en la cúpula parroquial en los lados norte y sur, pero sus inicios debieron ser a mediados del siglo XVI (1560 o 1570) ya que fray Francisco Lorenzo, evangelizador del sur de Nayarit, procedente del convento de franciscanos de Ahuacatlán (1551) iba poniendo cruces y evangelizando por donde pasaba por lo que “Ychpan” o “Ytztlan” no podía ser la excepción; esta iglesia estuvo primeramente dedicada a la Inmaculada Concepción hasta a mediados del siglo XIX, primeramente fue Capilla de Visita de Jala hasta 1723 cuando se convirtió en Vicaría y en 1800 se convierte en Parroquia, siendo su primer cura Buenaventura González Hermosillo; otros destacados curas que han pasado por este curato son: D. Salvador Rafael de la Brambila y García de Alva (un gran sabio creador de la biblioteca de México), Francisco Severo Maldonado (Sabio e intelectual que participó al lado de Hidalgo en la Independencia de México, editor del periódico “El Despertador Americano”), D. Justo Barajas Miranda (Maestro y Cura de gran trayectoria sus restos están en la propia parroquia).

### El portal Redondo

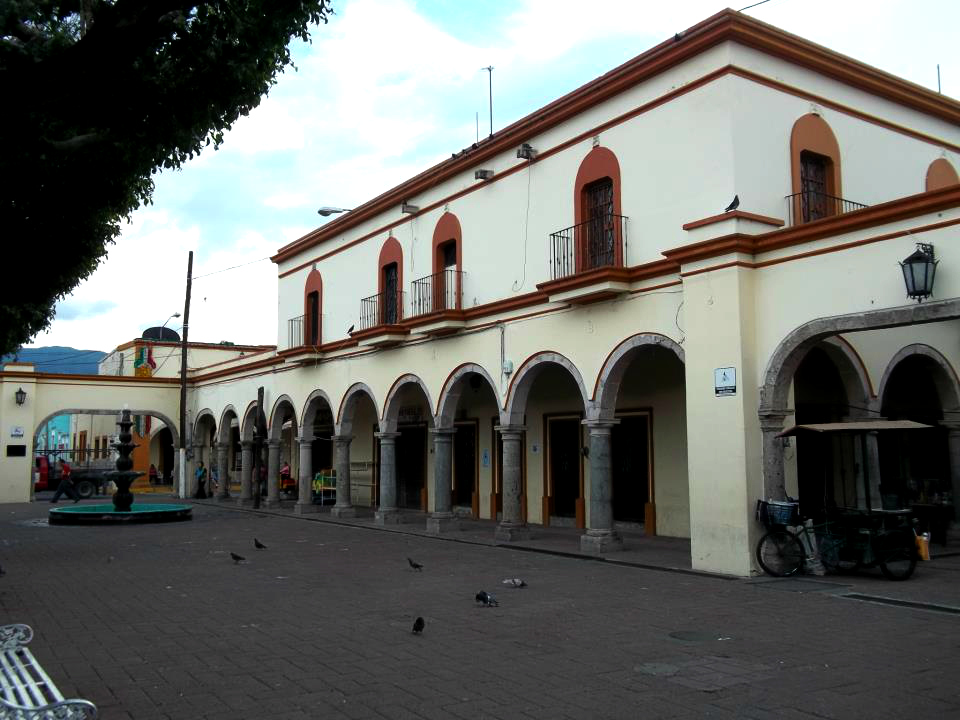
El portal redondo, localizado en el centro de la ciudad de Ixtlán. Refleja un arte puro del barroco novo hipsano.

Portal edificado en 1889 y funcionó como mercado municipal hasta 1944, fue el maestro cantero Don Cruz Parada su constructor. En el siglo XVII este terreno fue parte donde estuvo la “capilla y hospital de indios”, terrenos que pasaron a propiedad del gobierno y proyectó varias obras, entre ellas una escuela, un cementerio y el mercado, además de las plazas públicas.
El mercado se conoció como “Portal Abasolo” o “Plaza Tovar”, pero la gente prefirió llamarlo “Portal Redondo”, originalmente el piso fue de cantera y en su corredor hoy podemos encontrar “Las Nieves de Garrafa”, “El Pollo de la Picha” y “Los Dulces de la Carreta”.

### La Tereseña

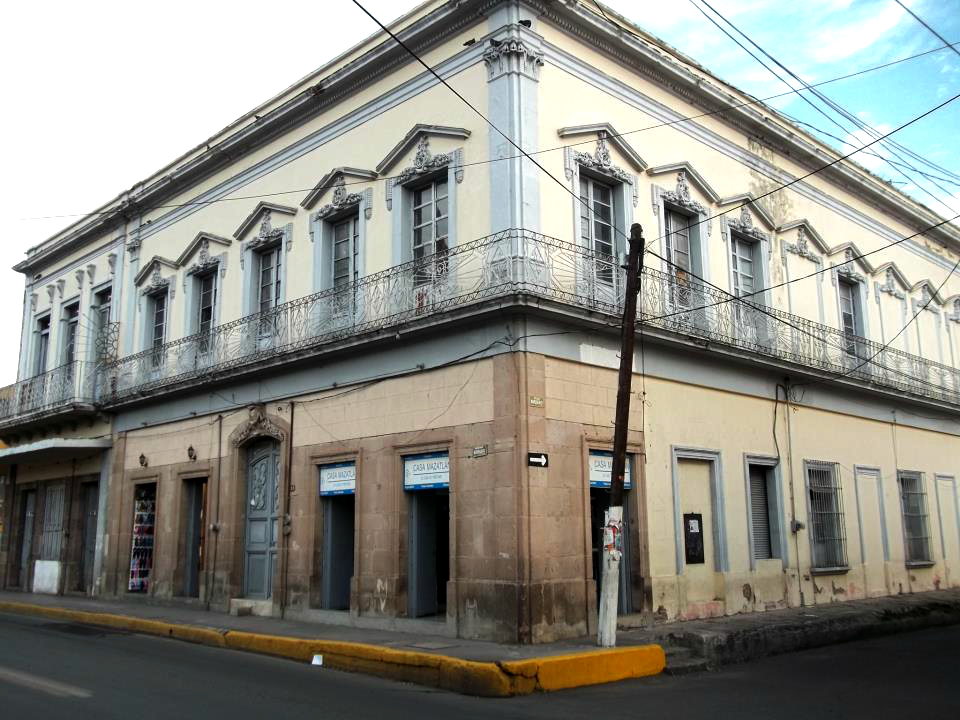
La "Tereseña" edificio localizado en el centro de la ciudad de Ixtlán, posee bellas molduras y ventanales.

Edificio construido por el Ing. Pedro González en 1896. Conocido como “La Tereseña” por su propietaria Teresa González de Ramírez. Después la ocupó su yerno el Sr. Santiago Daniel Yeme “El árabe”, quien huyó a Guadalajara en 1935 a causa de la lucha agrarista. Fue asiento de los poderes estatales en 1925 cuando Ixtlán fue declarada capital del estado. Hasta 1953 fue el “Hotel Central” después lo adquirieron las hermanas Hernández Ramiro.

### Otras edificaciones

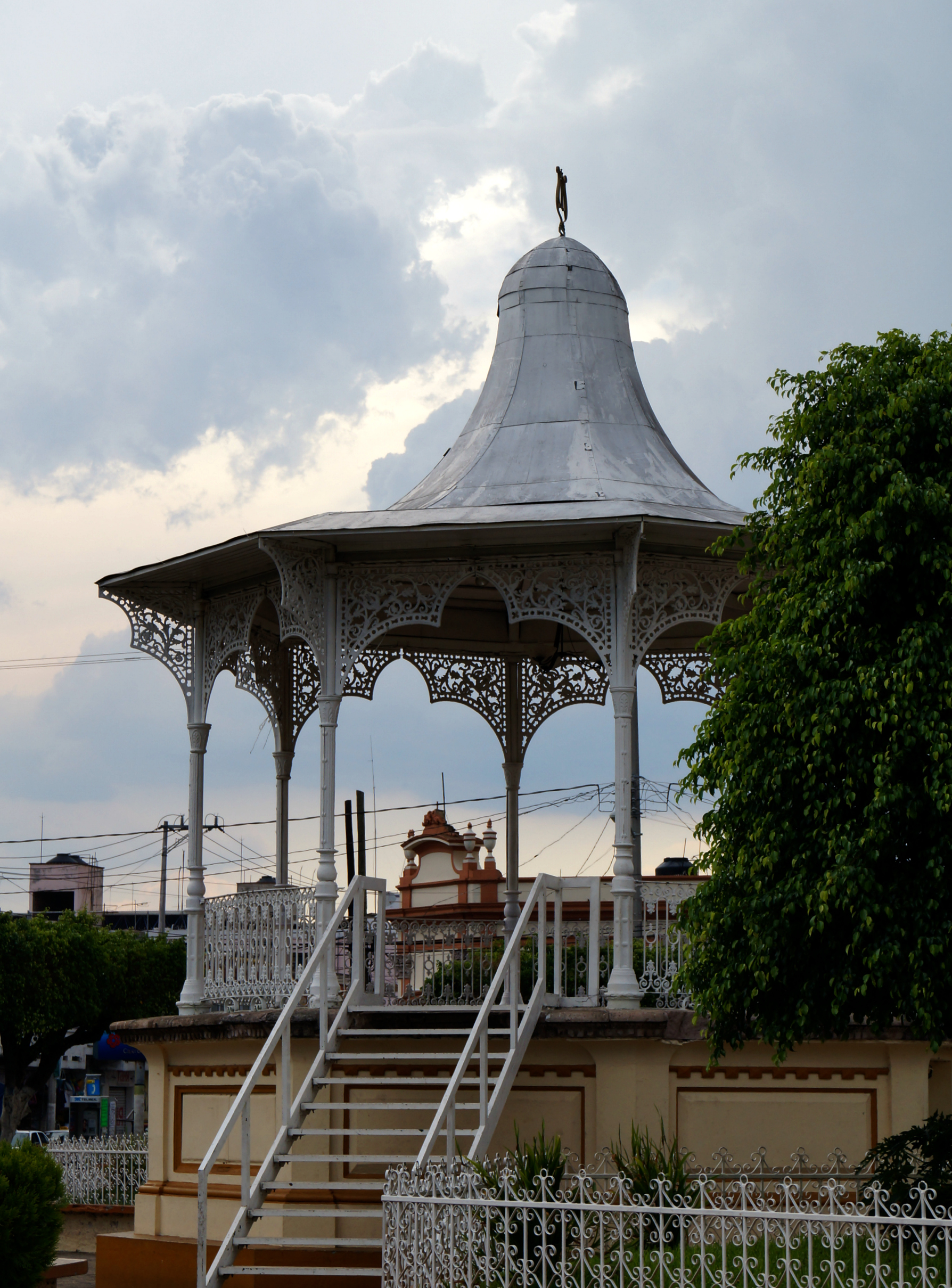
El kiosco uno de los símbolos más representativos de la ciudad.

Principalmente el arte de arquitectura qué domina en el municipio es el barroco novo hispano, muy presente en el centro de su cabecera municipal y existe una gama de arquitectura que contrasta de clásicos de antiguos hogares a lo contemporáneo el centro multinacional "CENIX" ha sido muy relevante en cuanto a su eficiencia, y recientemente se han estado erigiendo centros comerciales y tiendas departamentales con notable espacio (Bodega Aurrera, Soriana).

#### El Kiosco
Fue traído desde Francia por el Sr. Diódoro Partida. Su plataforma se construyó con cantera labrada y armada por artesanos de Tonalá (Jalisco). En 1907 quedó instalado y se inauguró en un ambiente festivo y popular. Fue escenario principal durante los festejos del centenario de la independencia en 1910. Se ha utilizado para el tradicional “grito” del 15 de septiembre y diversos eventos artísticos y culturales.

#### Los Toriles
Importante sitio que muy posiblemente fue habitado desde el año 300 a. C. hasta el 600 d. C. En esa primera fase se desarrolló un complejo cultural conocido como la tradición de las Tumbas de Tiro en las que se depositaban ofrendas al interior de cámaras fúnebres. Entre los años 500 y 600 d. C., se abandona la tradición de las tumbas de tiro y su desarrollo se inscribe dentro de una amplia región cultural conocida como Aztatlán, que se traduce en un apogeo de la ciudad hacia los años 750 y 1100 de nuestra era. Es entonces que el asentamiento urbano crece de manera considerable con la construcción de amplias terrazas, palacios, templos y adoratorios, adquiriendo cierta importancia regional como centro manufacturero y de intercambio comercial. Aunque en el sitio se han localizado un poco más de 85 montículos y estructuras que aún se hallan sin explorar, actualmente es posible visitar unas quince estructuras, entre las que destacan por su importancia el edificio llamado Templo de Quetzalcóatl que presenta planta circular con un pretil que la circunda con curiosas perforaciones en forma de cruz.

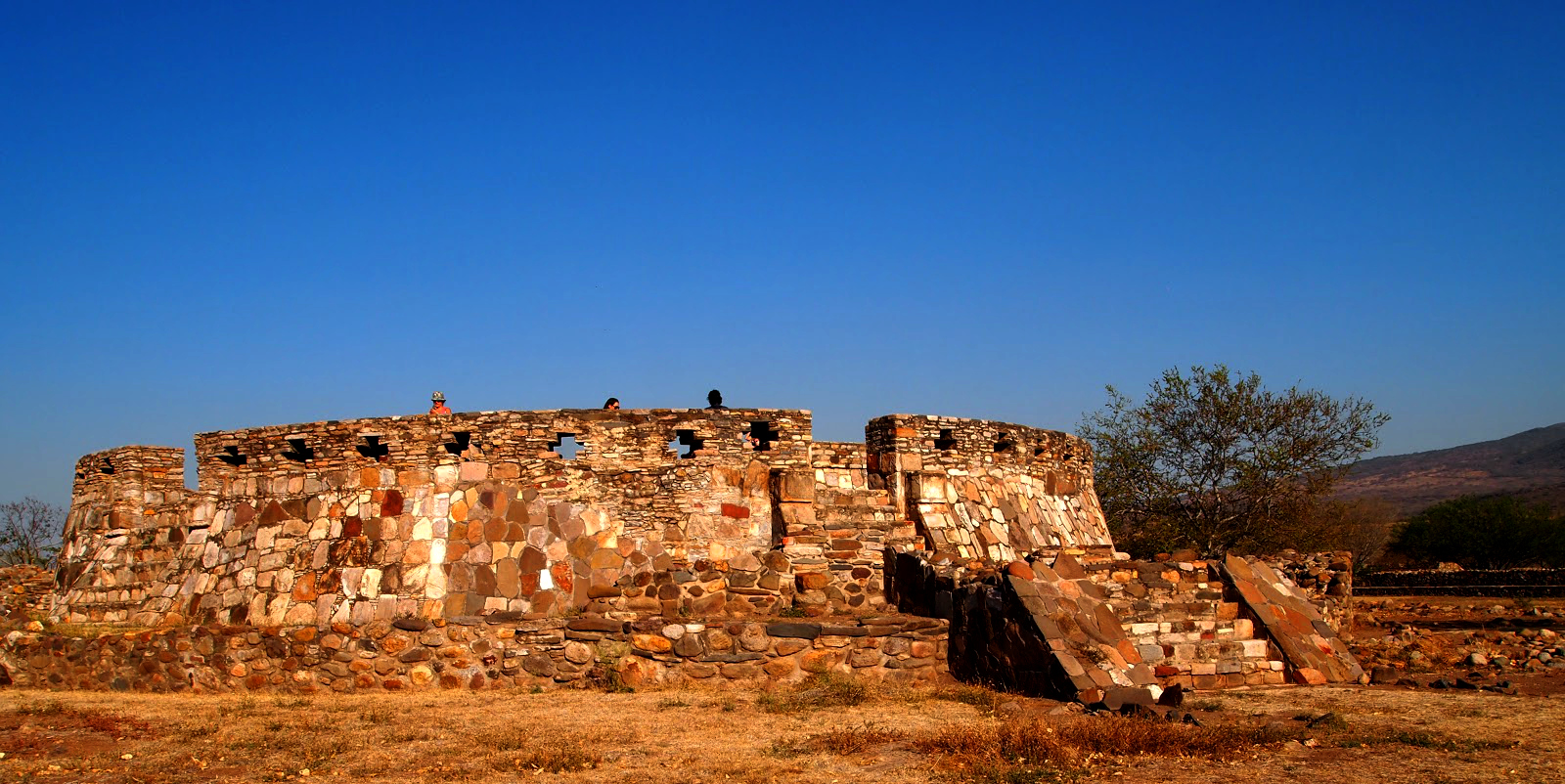
Uno de los monumentos de más magnitud en el complejo, una pirámide de circular con cruces, localizada en los "Toriles" o zona arqueológica de Ixtlán.

En su parte alta se ven dos adoratorios del estilo del Altiplano Central de México. Otros edificios importantes son el llamado Palacio de los Relieves, el Palacio de las Columnas, el conjunto del Palacio de las Cuatro Columnas y el Palacio en Escuadra.
Ixtlán (donde abunda la obsidiana) Es la zona arqueológica nayarita más estudiada. Su zona de influencia se extendió por los actuales municipios de Ixtlán del Río, Ahuacatlán, Jala y Santa María del Oro. Sus principales poblaciones fueron Cacalután, Tepuzhuacán, Mexpan, Zoatlán, Xala, Jomulco, Tequepexpan, Camotlán, Tetitlán, Acuitapilco y Zapotán. Cerca de la cabecera municipal de Ixtlán se encuentran los restos de lo que fue el centro ceremonial más importante del área: Los Toriles. En Los Toriles se encuentra una pirámide poco usual en Mesoamérica, es una construcción redonda de 24 metros de diámetro por cuatro de altura. Tiene cinco escalinatas distribuidas armónicamente en su perímetro. En el muro que remata la parte superior se encuentran unas troneras en forma de cruz. Probablemente este centro ceremonial fue dedicado a Quetzalcóatl, personaje central de la cultura tolteca. Las tumbas de tiro son las construcciones funerarias más representativas del área, aunque aparecen otras modalidades como las tumbas de fosa o fosas de tierra donde sepultaban a sus muertos casi a flor de tierra. La cerámica está constituida por vasos de cuerpo esférico con alto cuello de paredes verticales y con triple soporte de cascabel. Los motivos ornamentales más frecuentes son flores y mariposas estilizadas, cabezas de tigre y de venado. Abundan las vasijas decoradas con rombos y gajos de color blanco sobre rojo. Por las características especiales de la cerámica y esculturas de esta región, se les conoce con el nombre de “estilo Ixtlán”. Las pequeñas esculturas de 30 a 40 centímetros de altura se distinguen por los adornos consistentes en aretes y perforaciones operadas en la nariz, donde colocaban uno o más aros. De la rica cerámica Ixtlán, destacan las maquetas de excelente acabado, por medio de ellas podemos intuir las formas de vida, la organización social y la vida económica característica de estos pueblos. Hay maquetas que representan casas, grupos en alguna actividad y canchas de juego de pelota. Son siempre construcciones con vida y movimiento. Son, asimismo, dignas de mencionarse las esculturas que representan guerreros, identificables por llevar un casco provisto de pequeñas prolongaciones en la parte superior; el pecho se encuentra protegido por una armadura y en las manos sostiene un bastón que hace las veces de un mazo. Generalmente la parte inferior va desnuda.

## Demografía
El municipio de Ixtlán del Río, tiene una población aproximada de 30.935 habitantes distribuidos en 158 localidades, las más importantes son; Ixtlán del Río(Cabecera municipal) con 28,707 habitantes, Mexpan 1,282 habitantes, Cacalután 394, los Mezquites 365 y San José de Gracia 359 habitantes.

## Clima
| Parámetros climáticos promedio de Ixtlán del Río                                         | Parámetros climáticos promedio de Ixtlán del Río | Parámetros climáticos promedio de Ixtlán del Río | Parámetros climáticos promedio de Ixtlán del Río | Parámetros climáticos promedio de Ixtlán del Río | Parámetros climáticos promedio de Ixtlán del Río | Parámetros climáticos promedio de Ixtlán del Río | Parámetros climáticos promedio de Ixtlán del Río | Parámetros climáticos promedio de Ixtlán del Río | Parámetros climáticos promedio de Ixtlán del Río | Parámetros climáticos promedio de Ixtlán del Río | Parámetros climáticos promedio de Ixtlán del Río | Parámetros climáticos promedio de Ixtlán del Río | Parámetros climáticos promedio de Ixtlán del Río |
| Mes                                                                                      | Ene.                                             | Feb.                                             | Mar.                                             | Abr.                                             | May.                                             | Jun.                                             | Jul.                                             | Ago.                                             | Sep.                                             | Oct.                                             | Nov.                                             | Dic.                                             | Anual                                            |
| ---------------------------------------------------------------------------------------- | ------------------------------------------------ | ------------------------------------------------ | ------------------------------------------------ | ------------------------------------------------ | ------------------------------------------------ | ------------------------------------------------ | ------------------------------------------------ | ------------------------------------------------ | ------------------------------------------------ | ------------------------------------------------ | ------------------------------------------------ | ------------------------------------------------ | ------------------------------------------------ |
| Temp. máx. abs. (°C)                                                                     | 28                                               | 29                                               | 31                                               | 32                                               | 35                                               | 37                                               | 46                                               | 41                                               | 40                                               | 33                                               | 31                                               | 30                                               | 46                                               |
| Temp. máx. media (°C)                                                                    | 25                                               | 24                                               | 28                                               | 29                                               | 32                                               | 31                                               | 28                                               | 30                                               | 29                                               | 30                                               | 29                                               | 28                                               | 29                                               |
| Temp. mín. media (°C)                                                                    | 16                                               | 15                                               | 15                                               | 17                                               | 16                                               | 22                                               | 22                                               | 22                                               | 23                                               | 21                                               | 14                                               | 12                                               | 13                                               |
| Temp. mín. abs. (°C)                                                                     | 9                                                | 9                                                | 8                                                | 11                                               | 11                                               | 17                                               | 20                                               | 20                                               | 20                                               | 16                                               | 7                                                | 0                                                | 0                                                |
| Fuente: Wunderground Weather, Ixtlán del Río, Nayarit, México, Temperatura Promedio 2011 |                                                  |                                                  |                                                  |                                                  |                                                  |                                                  |                                                  |                                                  |                                                  |                                                  |                                                  |                                                  |                                                  |

Es cálido y subhúmedo, con régimen de lluvias de julio a septiembre, meses calurosos de marzo a julio, los vientos se dirigen del oeste, son moderados; la temperatura media anual oscila entre los 21 °C y 25 °C, registrándose temperaturas extremas que van de los 0 °C a los 46 °C. La precipitación media anual es de 859.8  mm.

### Ecosistemas
En la vegetación de la sierra de Pajaritos abunda el pino, encino, ciprés y otras variedades. En la parte baja, cuenta con mezquites, guamúchil, huizaches, nopales, entre otras. Junto a los manantiales y cerca de los ríos abundan los sauces y las higueritas. La fauna es diversa, a saber: coyote, venado, jabalí, tejón, conejo; y aves como el jilguero, la urraca pinta y el carpintero alirrojo.

### Recursos naturales
El municipio cuenta con reservas minerales y forestales susceptibles de explotarse, pero de difícil acceso. Cuenta con pastizales en las zonas semiplanas y bosques de pino y encino; así como selva baja en la sierra.

### Uso del suelo
Se destinan a la ganadería alrededor de 17,419 hectáreas y a la agricultura 9,061. El 47% de la superficie agrícola es propiedad, el 42% es ejidal y el resto es comunal. La explotación de mineral se localiza en Mezquites, la Higuerita y la Casteñana, con extracción de plata, plomo, zinc y ópalo. En el que predominan dos tipos de suelos, el de las zonas planas y semiplanas (feozen) y el de las regiones salivaticosas

## Turismo
A cuatro kilómetros de la cabecera se encuentra un balneario de aguas templadas, denominado "La Sidra". Se cuenta con un manantial de agua caliente sulfurosa con propiedades curativas, llamado "La Vertiente". El municipio cuenta con un mirador llamado "Cerro de Cristo Rey", con acceso a automóviles y una escalinata con 544 escalones. Además cuenta con otros tres balnearios importantes, "El suspiro", "El anhelo" y "La alberca la piedra", los cuales están llenos de naturaleza, cuentan con toboganes y canchas deportivas lo cual aseguran un momento de recreación y diversión en un ambiente totalmente familiar.
En ranchos de arriba, a 10 kilómetros al sur de Ixtlán, existe un templo estilo espadaña, edificado en el siglo XIX.
En la cabecera municipal, en pleno centro, también se encuentra una casa habitación que alberga un convento-capilla, localizado en la calle Juárez N.º 36. Otro monumento histórico es el edificio de la presidencia municipal que se ubica en el portal Hidalgo.
En el mismo cuadro central de la cabecera municipal, se encuentra el ecomuseo denominado "La casa de cultura" donde se realiza la exposición de piezas culturales y artesanales propias del municipio, como lo son estatuillas de barro, pinturas, herramientas antiguas elaboradas a base de obsidiana.

## Gastronomía
En Ixtlán se cocinan platillos típicos de la región nayarita. Sin embargo, lo tradicional del municipio es: la birria de chivo, el pollo a la picha, los mariscos, los dulces de leche, la nieve de garrafa y el tejuino.
También se encuentran varios restaurantes de mariscos en los cuales se pueden degustar de ricos platillos preparados con el toque típico de la región.

## Artesanías
Ha surgido una gran variedad de productos artesanales que constituyen un renglón muy importante en la economía del municipio. Las principales elaboraciones artesanales son: vidrio soplado, herraje colonial, alfarería, muebles coloniales, tallado de madera, tejido de palma, talabartería, frutería y huarachería.

## Museos
El museo de antropología está ubicado en el interior de la presidencia municipal, en donde se exhiben figuras antropomorfas; guerreros, piezas de obsidiana, etc., pertenecientes al horizonte clásico (300-900 d. C.)
La Casona de Ixtlán es un espacio cultural, construido con piedra, adobe y carrizo, que cuenta con un pequeño museo de antigüedades y galería de arte,  exhibiendo una muestra de la obra plástica del renombrado artista local Manuel Benítez (escritor, poeta, escultor y pintor). La Casona de Ixtlán es foro abierto a artistas internacionales, además de contar con restaurante de comida mexicana y cava de vino artesanal. 

## Educación
En la ciudad de Ixtlán del Río se cuenta con múltiples Instituciones educativas que prestan servicios de educación; inicial, básica, media superior y superior.
Educación inicial (Preescolares)
Margarita Maza de Juárez
Estefanía Castañeda
Justo Barajas Miranda
Florentino Parra Camacho
Manuel Ávila Camacho
Eulogio Parra
José Vasconcelos
María Rosaura Zapata Cano
María Montessori
Educación básica (Escuelas primarias)
Ignacio Manuel Altamirano
Everardo Peña Navarro
Benemérito de las Américas
Benito Juárez
Niño Artillero
Narciso Mendoza
Corregidora de Querétaro
Josefa Ortiz de Domínguez
everardo peña
Ramón Corona
Eulogio Parra
Colegio Sor Juana Inés de la Cruz
Educación básica (Escuelas secundarias)
Escuela Secundaria General Amado Nervo TM y TV
Escuela Secundaria Federal Lázaro Cárdenas TV
Escuela Secundaria Técnica N.º 62 "Eulogio Parra Espinoza"
Educación media superior
Centro de Bachillerato Tecnológico Industrial y de Servicios No.27
Unidad Académica Preparatoria N.º 6
Centros de atención para personas con discapacidad
Aula CAED, en el interior del CECATI 140
Bachillerato No Escolarizado
Centro de Capacitación para el Trabajo Industrial N.º 140 (CECATI 140)
Educación superior  (Universidades)
Unidad académica de Ixtán del Río UAN  
Instituto de las Américas de Nayarit
Universidad del Álica de Occidente

## Música
Continúa existiendo la música autóctona derivada de los instrumentos de las etnias Cora y Huichol. Actualmente, la música de mariachi y banda sinaloense son las que con más frecuencia se escuchan en las poblaciones.

## Fiestas y tradiciones
La feria regional se efectúa del 7 al 18 de septiembre con exposiciones agrícola, industrial y comercial, charreadas, actuación de grupos folklóricos, juegos florales, bailes populares, juegos pirotécnicos, y desfile de carros alegóricos. Las fiestas religiosas se llevan a cabo en honor de la virgen de Guadalupe, del 7 al 15 de diciembre. Sumándose la festividad del Cerrito de Cristo Rey en el mes de octubre.

## Religión
En el municipio predomina la religión católica, y existen dos parroquias y una decena de templos y capillas, además de centros religiosos de otras creencias.

### Templos religiosos
Parroquia de Santiago Apóstol
Templo del Nuestra Señora del Carmen
Templo del Sagrario Corazón
Santuario de la Virgen de Guadalupe
Templo de Nuestra Señora del Perpetuo Socorro
Capilla de Nuestra Señora del Rosario de Talpa
Capilla de Cristo Rey
Cuasi Parroquia de Mexpan San Juan Bautista
Templo de Nuestra Señora de Fátima
Parroquia de Cristo Rey
Templo de San Felipe de Jesús
Templo de San Andrés
Curso Introductorio del Seminario Diocesano de Tepic
Asamblea Apostólica "Fuente de Misericordia"
Asamblea Apostólica "Jesucristo Rey de Reyes"
Templo la Luz del Mundo
Iglesia de Dios de la Profecía
Iglesia Rayo de Luz
Iglesia Bautista Evangelista Estrella de Belén
Adventista del Séptimo Día
Iglesia cristiana del compañerismo cristiano
Iglesia apostólica de la fe en cristo
Manantial de Vida
Reino de los Testigos de Jehová

## Política

### Presidentes municipales
| Período               | Presidente municipal           | Partido político                 | Notas                              |
| --------------------- | ------------------------------ | -------------------------------- | ---------------------------------- |
| 1917-1918             | Nicolás Castillo Castillón     |                                  |                                    |
| 1919-1920             | Alfredo de Santiago            |                                  |                                    |
| 1921-1922             | David Ortiz                    |                                  |                                    |
| 1923-1924             | Francisco Ortiz Guevara        |                                  |                                    |
| 1925-1926             | Fictoroano González            |                                  |                                    |
| 1927                  | José de Jesús González Jaime   |                                  |                                    |
| 1928                  | Daniel Villanueva              |                                  |                                    |
| 1928                  | Ángel Rocha Loza               |                                  |                                    |
| 1929                  | Ramón García                   |                                  |                                    |
| 1929                  | Francisco Ortiz Guevara        | PNR                              |                                    |
| 1930-1931             | Manuel González R.             | PNR                              |                                    |
| 1932                  | Melitón Bernal                 | PNR                              |                                    |
| 1932                  | Manuel González R.             | PNR                              |                                    |
| 1933                  | Maximiliano Rivera             | PNR                              |                                    |
| 1934                  | Eduardo López Vidrio           | PNR                              |                                    |
| 1934                  | Darío Romero López             | PNR                              |                                    |
| 1935-1936             | Cenobio Guzmán                 | PNR                              |                                    |
| 1937-1938             | Francisco Sandoval V.          | PNR PRM                          |                                    |
| 1939-1940             | Salvador Parra González        | PRM                              |                                    |
| 1941-1942             | Francisco Parra González       | PRM                              |                                    |
| 1943-1944             | Francisco García Montero       | PRM                              |                                    |
| 1945                  | Florentino Parra Camacho       | PRM                              | Interino                           |
| 1946-1948             | Teófilo Hernández Velázquez    | PRI                              |                                    |
| 1949-1951             | Ezequiel González Jaime        | PRI                              |                                    |
| 1952-1954             | Francisco Béjar Mendoza        | PRI                              |                                    |
| 1955-1957             | Florentino Parra Camacho       | PRI                              |                                    |
| 1958-1960             | Apolinar Castillo Ocampo       | PRI                              |                                    |
| 1961-1963             | José Ramón Menchaca Cortés     | PRI                              |                                    |
| 1964-1966             | Antonio Becerra Sánchez        | PRI                              |                                    |
| 1966                  | Alfonso Santana Gómez          | PRI                              |                                    |
| 1967-1969             | Emigdio Reyes Ruiz             | PRI                              |                                    |
| 1970-1972             | José Ramón Barragán Parra      | PRI                              |                                    |
| 1973-1975             | Guillermo Javier Uribe García  | PRI                              |                                    |
| 1976-1978             | J. Guadalupe Sánchez Jaime     | PRI                              |                                    |
| 1978-1981             | Marco Tulio Delgado Becerra    | PRI                              |                                    |
| 1981-1984             | José Ramón Parra Rivera        | PRI                              |                                    |
| 1984-1987             | Antonio Tovar Martínez         | PRI                              |                                    |
| 1987-1990             | Héctor Javier Sánchez Espinoza | PRI                              |                                    |
| 1990-1993             | Ezequiel Parra Altamirano      | PRI                              |                                    |
| 1993-1996             | Ramón Parra Ibarra             | PRI                              |                                    |
| 1996-1999             | Salvador Muñoz Hernández       | PAN                              |                                    |
| 1999-2002             | José Antonio Ruiz Flores       | PRI                              |                                    |
| 2002-2005             | Héctor Javier Sánchez Fletes   | Convergencia                     |                                    |
| 2005-2008             | Everardo Sánchez Parra         | PRI                              |                                    |
| 2008-2011             | Héctor Javier Sánchez Fletes   | PAN                              |                                    |
| 2011-2014             | Salvador Muñoz Hernández       | PAN                              |                                    |
| 2014-2017             | José Antonio Alvarado Valera   | PRI PVEM Panal                   | Coalición "Por el Bien de Nayarit" |
| 2017-2021             | Juan Enrique Parra Pérez       | MC                               |                                    |
| 17-09-2021-16/09/2024 | Elsa Nayeli Pardo Rivera       | PAN PRI PRD                      | Coalición "Va por Nayarit"         |
| 17-09-2024-           | José Guillermo Ramírez Jiménez | PT Morena PVEM Fuerza por México |                                    |

## Hermanamientos
La ciudad de Ixtlán del Río tiene hermanamientos con 35 ciudades alrededor del mundo:
- Francia Lagos (2009)[16]
- Francia Seviñac (2009)[16]
- México Lagos de Moreno (2009)[16]
- México Tepatitlán (2012)[17]
- México San Sebastián del Oeste (2014)[18][19]
- México Juchipila (2015)[20][21]
- México Chihuahua (2015)[22]
- México Acatlán (2019)[23]